# Disseny de proteïnes
El disseny de proteïnes és el disseny de noves molècules proteiques des de zero o a partir d'una estructura coneguda. L'ús de tècniques de disseny racional per a les proteïnes és una part important de l'enginyeria de proteïnes.
El disseny de models informàtics minimalistes de proteïnes (proteïnes reticulars) començà a mitjans de la dècada del 1990, igual que la modificació de l'estructura secundària de les proteïnes. El disseny de novo de proteïnes reals esdevingué possible poc després i al segle XXI s'ha convertit en un camp d'investigació productiu. S'espera que el disseny de noves proteïnes, tant grans com petites, servirà a la biomedicina i bioenginyeria.